# Нижний Писинер
Нижний Писинер (мар. Писе почиҥга) — деревня в Сернурском районе Республики Марий Эл. Входит в состав Марисолинского сельского поселения.

## География
Находится в северо-восточной части республики Марий Эл на расстоянии приблизительно 10 км на север-северо-запад от районного центра посёлка Сернур.

## История
Известна с 1838 года как починок, где значилось 10 ревизских душ мужского пола в 1870 году — 53 жителя. В 1876 году починок состоял из 5 дворов, проживали 46 человек. В 1884—1885 годах в починке насчитывалось 7 дворов, 50 жителей, все мари. В 1930 году числилось 74 человека — 61 мари и 13 русских, в 1975 году 7 дворов и 56 человек, в 1988 году — 7 домов и 25 человек. В 2004 году в деревне насчитывалось 3 двора. В советское время работали колхозы им. Горького, им. Ворошилова и «Восход».

## Население
Население составляло 7 человек (мари 100 %) в 2002 году, 8 в 2010.